# Pseudosorghum
Pseudosorghum là một chi thực vật có hoa trong họ Hòa thảo (Poaceae).

## Loài
Chi Pseudosorghum gồm các loài: